# Sofia Ungerová
Sofia Ungerová (* 4. Juni 2006 in Ilava) ist eine slowakische Radsportlerin, die im Straßenradsport und im Cyclocross aktiv ist.

## Karriere
Bereits 2023 nahm Sofia Ungerová mit der Nationalmannschaft an mehreren Rennen des UCI Women Junior Nations’ Cup teil. Nachdem sie in der Saison 2024 bei Rennen auf nationalen Niveau mehrere Podestplätze erzielen konnte, startete sie im selben Jahr bei der Tour du Gévaudan Occitanie femmes, einem Wettbewerb für Juniorinnen. In der Gesamtwertung belegte sie als zweitbeste Slowakin in den siebten Platz. Zur Saison 2025 wurde sie von dem polnischen UCI Women’s Continental Team MAT Atom Deweloper Wrocław verpflichtet.
Im Cyclocross war Ungerová 2023 und 2024 jeweils slowakische Vizemeisterin. Im tschechischen Toi Toi Cup gewann sie 2023 ein Rennen des UCI-Kalenders.

## Erfolge
2025
Ladies Race Slovakia